# میکا کوتیلا
میکا کوتیلا (فنلاندی: Mika Kottila؛ زادهٔ ۲۲ سپتامبر ۱۹۷۴) بازیکن فوتبال اهل فنلاند بود.
از باشگاه‌هایی که در آن بازی کرده‌است می‌توان به باشگاه فوتبال هلسینکی، باشگاه فوتبال رووانیمی پالوسئورا، باشگاه فوتبال بران، و باشگاه فوتبال هرفورد یونایتد اشاره کرد.
وی همچنین در تیم ملی فوتبال فنلاند بازی کرده‌است.